# Reginald Sheffield
Pour les articles homonymes, voir Sheffield (homonymie).
Reginald Sheffield (né le 18 février 1901 à Hanover Square, Londres et mort le 8 décembre 1957 à Pacific Palisades (Los Angeles)) est un acteur anglais ayant effectué une partie de sa carrière aux États-Unis.

## Filmographie partielle
- 1913 : David Copperfield de Thomas Bentley : David Copperfield enfant
- 1924 : Classmates de John S. Robertson
- 1927 : Les Noces d'argent (The Nest) de William Nigh
- 1934 : L'Emprise (Of Human Bondage) de John Cromwell
- 1934 : Charlie Chan in London d'Eugene Forde
- 1938 : Female Fugitive de William Nigh
- 1938 : Les Aventures de Robin des Bois (The Adventures of Robin Hood) de Michael Curtiz et William Keighley
- 1939 : Gunga Din de George Stevens
- 1941 : Un cœur pris au piège (The Lady Eve) de Preston Sturges
- 1941 : Soupçons (Suspicion) d'Alfred Hitchcock
- 1942 : Prisonniers du passé (Random Harvest) de Mervyn LeRoy
- 1942 : Les Trois Mousquetaires (The Three Musketeers) de George Sidney
- 1953 : Passion sous les tropiques  (Second Chance) de Rudolph Maté : Mr Woburn
- 1957 : L'Histoire de l'humanité (The Story of Mankind), de Irwin Allen avec Reginald Sheffield.